# جوسی کوچر
جوسی کوچر (انگلیسی: Juicy Couture) شرکت پوشاک آمریکایی است، که در سال ۱۹۹۷ تأسیس شد.